# Тоньча (Венґровський повіт)
Тоньча (пол. Tończa) — село в Польщі, у гміні Лів Венґровського повіту Мазовецького воєводства.
Населення — 666 осіб (2011).
У 1975-1998 роках село належало до Седлецького воєводства.

## Демографія
Демографічна структура станом на 31 березня 2011 року:
|          | Загалом | Допрацездатний вік | Працездатний вік | Постпрацездатний вік |
| -------- | ------- | ------------------ | ---------------- | -------------------- |
| Чоловіки | 319     | 60                 | 225              | 34                   |
| Жінки    | 347     | 74                 | 198              | 75                   |
| Разом    | 666     | 134                | 423              | 109                  |